# Champagne de Picardie
La Picardie est une région productrice de champagne.

## Caractéristiques
Environ 10 % de la production du vin de champagne, appellation d'origine contrôlée, provient de la région de Picardie située dans le sud du département de l'Aisne, plus précisément l'arrondissement de Château-Thierry.
La vigne marque les paysages agricoles de l’Omois, Pays du Sud de l’Aisne. 10 % de la surface est plantée en vigne dans la zone d’appellation contrôlée ou A.O.C.(définition datant de 1908). 39 communes axonaises, sur un total de 319 sont des villages de production de champagne.
Avec un produit brut de 180 millions d’Euros (220 millions pour les céréales et 230 millions pour la betterave) pour seulement 0,5 % de la S.A.U.(surface agricole utile), le vin de champagne est une production importante.
Du point de vue œnotouristique, de nombreuses communes, essentiellement situées dans les cantons du pays "Sud de l'Aisne[Où ?]" accueillent les visiteurs intéressés sur la route du champagne, sur les coteaux de la rivière Marne et de ses affluents. Serpentant au cœur des vallées de la Marne, du Dolloir et du Surmelin, le circuit amène le visiteur dans des communes qui, en dehors de leurs patrimoines religieux et civils, offrent des possibilités de visites de caves et dégustation chez de nombreux viticulteurs.
800 viticulteurs exploitent environ 3 000 hectares plantés en pinot meunier, chardonnay et pinot noir, les trois seuls cépages autorisés dans l'assemblage du champagne selon l'AOC. Près de 25 millions de bouteilles y sont produites chaque année. Cette production est le plus souvent réalisée par les vignerons en tant « récoltants manipulants » (par opposition à la vente des raisins auprès de « négociants manipulants », « coopératives de manipulation », etc.), et c'est leur nom qui figure sur l'étiquette du produit de leur savoir-faire, avec la discrète mention obligatoire, dans ce cas "RM".